# Кримінальний процесуальний кодекс України
Криміна́льний процесуа́льний ко́декс Украї́ни — кодифікований закон, що визначає порядок кримінального провадження на території України, ухвалений Верховною Радою України 13 квітня 2012 року, набрав чинності 20 листопада 2012 року. Прийшов на зміну старому Кримінально-процесуальному кодексу України 1960 року.
Його основний ідеолог — радник Президента України, керівник Головного управління з питань судоустрою Адміністрації Президента Андрій Портнов.

## Структура кодексу
Первинна редакція Кодексу складалася з 615 статей, двох прикінцевих і 26 перехідних положень, об'єднаних у 46 глав і 11 розділів. В процесі подальших змін тексту КПК кількість його норм збільшувалася.
Розділ I Загальні положення
- Глава 1. Кримінальне процесуальне законодавство України та сфера його дії
- Глава 2. Засади кримінального провадження
- Глава 3. Суд, сторони та інші учасники кримінального провадження
- Глава 4. Докази і доказування
- Глава 5. Фіксування кримінального провадження. Процесуальні рішення
- Глава 6. Повідомлення
- Глава 7. Процесуальні строки
- Глава 8. Процесуальні витрати
- Глава 9. Відшкодування (компенсація) шкоди у кримінальному провадженні, цивільний позов

Розділ II Заходи забезпечення кримінального провадження
- Глава 10. Заходи забезпечення кримінального провадження і підстави їх застосування
- Глава 11. Виклик слідчим, прокурором, судовий виклик і привід
- Глава 12. Накладення грошового стягнення
- Глава 13. Тимчасове обмеження у користуванні спеціальним правом
- Глава 14. Відсторонення від посади
- Глава 15. Тимчасовий доступ до речей і документів
- Глава 16. Тимчасове вилучення майна
- Глава 17. Арешт майна
- Глава 18. Запобіжні заходи, затримання особи

Розділ III Досудове розслідування
- Глава 19. Загальні положення досудового розслідування
- Глава 20. Слідчі (розшукові) дії
- Глава 21. Негласні слідчі (розшукові) дії
- Глава 22. Повідомлення про підозру
- Глава 23. Зупинення досудового розслідування
- Глава 24. Закінчення досудового розслідування. Продовження строку досудового розслідування
- Глава 241. Особливості спеціального досудового розслідування кримінальних правопорушень[3]
- Глава 25. Особливості досудового розслідування кримінальних проступків
- Глава 26. Оскарження рішень, дій чи бездіяльності під час досудового розслідування

Розділ IV Судове провадження у першій інстанції
- Глава 27. Підготовче провадження
- Глава 28. Судовий розгляд
- Глава 29. Судові рішення
- Глава 30. Особливі порядки провадження в суді першої інстанції

Розділ V Судове провадження з перегляду судових рішень
- Глава 31. Провадження в суді апеляційної інстанції
- Глава 32. Провадження в суді касаційної інстанції
- Глава 33. Провадження у Верховному Суді України
- Глава 34. Провадження за нововиявленими обставинами

Розділ VI Особливі порядки кримінального провадження
- Глава 35. Кримінальне провадження на підставі угод
- Глава 36. Кримінальне провадження у формі приватного обвинувачення
- Глава 37. Кримінальне провадження щодо окремої категорії осіб
- Глава 38. Кримінальне провадження щодо неповнолітніх
- Глава 39. Кримінальне провадження щодо застосування примусових заходів медичного характеру
- Глава 40. Кримінальне провадження, яке містить відомості, що становлять державну таємницю
- Глава 41. Кримінальне провадження на території дипломатичних представництв, консульських установ України, на повітряному, морському чи річковому судні, що перебуває за межами України під прапором або з розпізнавальним знаком України, якщо це судно приписано до порту, розташованого в Україні

Розділ VII Відновлення втрачених матеріалів кримінального провадження
Розділ VIII Виконання судових рішень
Розділ IX Міжнародне співробітництво під час кримінального провадження
- Глава 42. Загальні засади міжнародного співробітництва
- Глава 43. Міжнародна правова допомога при проведенні процесуальних дій
- Глава 44. Видача осіб, які вчинили кримінальне правопорушення (екстрадиція)
- Глава 45. Кримінальне провадження у порядку перейняття
- Глава 46. Визнання та виконання вироків судів іноземних держав та передача засуджених осіб

Розділ IX1. Особливий режим досудового розслідування в умовах воєнного, надзвичайного стану або у районі проведення антитерористичної операції
Розділ X Прикінцеві положення
Розділ XI Перехідні положення.

## Основні риси і новації нового КПК
1. з'явилася окрема глава «Засади кримінального провадження». Вперше законодавець закріпив 22 загальні засади, відповідно до яких має здійснюватися кримінальне судочинство;
2. зручно структурований;
3. з'явилося багато оцінюваних понять (розумність строків тощо);
4. з'явилися нові суб'єкти кримінального провадження (слідчий суддя, суд присяжних);
5. запроваджено нову форму діяльності прокурора — нагляд у формі процесуального керівництва;
6. зменшення кількості процесуальних документів[4].

### Подальше вдосконалення КПК
Певна частина новел КПК України була прямо зумовлена подіями Євромайдану та змінами в суспільно-політичному житті, які почалися вже після згортання масових революційних виступів.
Закон України «Про внесення змін до Кримінального процесуального кодексу України щодо особливого режиму досудового розслідування в умовах воєнного, надзвичайного стану або у районі проведення антитерористичної операції» від 12 серпня 2014 р..
КПК доповнено розділом IX-1. Цей Закон передбачає особливий режим досудового розслідування в умовах воєнного, надзвичайного стану або у районі проведення антитерористичної операції.
Закон України «Про внесення змін до Кримінального та Кримінального процесуального кодексів України щодо невідворотності покарання за окремі злочини проти основ національної безпеки, громадської безпеки та корупційні злочини».
Передбачено процедуру спеціального досудового розслідування або спеціального судового провадження (in absentia) відносно підозрюваного, крім неповнолітнього, який переховується від органів слідства та суду з метою ухилення від кримінальної відповідальності, якщо він перебуває поза межами України.
Закон спрямовано проти колишніх високопосадовців (у тому числі Януковича), що втекли до Росії після подій Євромайдану.
У 2018 році до КПК внесли низку змін, відомих як «поправки Лозового», що були піддані критиці та розглядаються як підривні для правосуддя в кримінальних справах. З того часу вони поступово скасовані.

## Оцінки
Рада Європи напочатку вважала новий український КПК одним з найкращих на континенті.

## Офіційні публікації
- Кримінальний процесуальний кодекс України від 13 квітня 2012 р. // Голос України. — 2012. — 19 травня. — № 90-91. ([недоступне посилання з липня 2019]).
- Кримінальний процесуальний кодекс України від 13 квітня 2012 р. // Офіційний вісник України. — 2012. — № 37. — Ст. 1370.
- Кримінальний процесуальний кодекс України. Положення про порядок ведення Єдиного реєстру досудових розслідувань / Міністерство юстиції України. — Київ: Юрінком Інтер, 2013. — 376 с.

## Науково-практичні коментарі
- Кримінальний процесуальний кодекс України: Науково-практичний коментар / За заг. ред. професорів В. Г. Гончаренка, В. Т. Нора, М. Є. Шумила. — К.: Видавництво «Юстиніан», 2012. — 1224 с.
- Кримінальний процесуальний кодекс України. Науково-практичний коментар: у 2 т. / за заг. ред. В. Я. Тація, В. П. Пшонки, А. В. Портнова. — Х.: Право, 2012. — Т. 1. — 768 с., Т. 2. — 664 с.
- Науково-практичний коментар до Кримінального процесуального кодексу України; за ред. О. А. Банчука, Р. О. Куйбіди, М. І. Хавронюка; Центр політ.-прав. реформ. — Х.: Фактор, 2013. — 1058 с.
- Науково-практичний коментар до Кримінального процесуального кодексу України: у 4-х томах./ За заг. ред. О. В. Стовби. — Харків, 2013 р.– Т.1. — 518 с.; Науково-практичний коментар до Кримінального процесуального кодексу України: у 4-х томах./ За заг. ред. О. В. Стовби. — Харків: Видавнича агенція «Апостиль», 2015 р.– Т.2. — 329 с.
- Тертишник В. М. Науково-практичний коментар Кримінального процесуального кодексу України. — К.: Алерта, 2014. — 768 с.